# Strathclyde (Whiskybrennerei)
Strathclyde ist eine Whiskybrennerei in Glasgow, Schottland.

## Geschichte
Die Brennerei wurde 1927 von der Scottish Grain Distillery Co. in Glasgow gegründet und dient der Produktion von Grain Whisky. Auf dem Betriebsgelände wurde 1957 auch die Kinclaith-Brennerei gegründet, die Malt Whisky produzierte. Sie wurde jedoch 1975 nach dem Verkauf an Whitbread & Co geschlossen, um Raum für die Erweiterung von Strathclyde freizugeben. Mittlerweile gehört die Brennerei zum Pernod-Ricard-Konzern.

## Produktion
Ebenso wie Port Dundas entnimmt auch Strathclyde das zur Whiskyproduktion benötigte Wasser dem Loch Katrine. Es wird mithilfe von sieben Coffey Stills Grain Whisky gebrannt. Die maximale Produktionskapazität beträgt 390.000 hl pro Jahr.

## Abfüllungen
Der in Strathclyde produzierte Whisky wird zur Herstellung von Blends verwendet. Bisher gab die Brennerei keine Originalabfüllung heraus. Es existieren jedoch Abfüllungen unabhängiger Abfüller.